# Carlos Enrique Herrera Gutiérrez
Carlos Enrique Herrera Gutiérrez OFM (Manágua, Nicarágua, 21 de dezembro de 1948) é um clérigo católico romano nicaraguaense, bispo de Jinotega, presidente da Conferência Episcopal da Nicarágua.

## Biografia
Carlos Enrique Herrera Gutiérrez estudou em Trinidad e Matagalpa. Após dois anos de estudos no Instituto de Administração Agrícola de Estelí, ingressou na Ordem dos Frades Menores em 1973. Estudou Filosofia na Universidade Católica Salesiana da Guatemala e Teologia no Centro Teológico Salesiano da Guatemala. Fez cursos de especialização em Pastoral Familiar e Teologia no Instituto de Teologia Pastoral da América Latina do CELAM, em Bogotá.
Fez seus votos solenes em 7 de janeiro de 1980 e recebeu o sacramento da ordem em 10 de janeiro de 1982. Após a ordenação, foi pároco na Arquidiocese de Manágua, diretor de escolas católicas em Juigalpa e Matagalpa, vigário geral da diocese de Matagalpa, pároco em Ciudad Darío y León e pároco sacerdote em San Rafael del Norte, na Diocese de Jinotega.
Em 10 de maio de 2005, o Papa Bento XVI o nomeou bispo de Jinotega. O Arcebispo de Manágua, Leopoldo José Brenes Solórzano, doou-lhe a ordenação episcopal em 24 de junho do mesmo ano; os co-consagradores foram o Núncio Apostólico na Nicarágua, Jean-Paul Aimé Gobel, e o Bispo Emérito de Jinotega, Pedro Lisímaco Vílchez.

Monsenhor Carlos Henrique Herrera Gutiérrez foi eleito presidente da Conferência Episcopal da Nicarágua (CEN) em novembro de 2021, com mandato até novembro de 2024.